# Ingrid Kristiansen
Ingrid Kristiansen z domu Christensen (ur. 21 marca 1956 w Trondheim) – norweska lekkoatletka, biegaczka długodystansowa.
Mistrzyni świata w biegu na 10 000 m z Rzymu (1987) i mistrzyni Europy ze Stuttgartu w tej samej konkurencji (1986). Mistrzyni świata w biegach przełajowych (1988), brązowa medalistka (1985, 1987). 2-krotna mistrzyni świata w biegu ulicznym na 15 km (1987, 1988). Brązowa medalistka ME w maratonie (Ateny 1982). Pierwsza kobieta, która złamała barierę 15 minut w biegu na 5000 m i 31 minut w biegu na 10 000 m. W biegach długich ustanowiła 5 rekordów świata: 3 razy na 5000 m (15:28.43 w 1981, 14:58.89 w 1984, 14:37,33 w 1986) i 2 razy na 10 000 m (30:59,42 w 1985, 30:13,74 w 1986). 21 kwietnia 1985 w Londynie ustanowiła najlepszy wynik w historii kobiecego maratonu, który przetrwał do 1998.